# Втрати у боях за Донецький аеропорт
За даними українського незалежного проекту «Книга пам'яті полеглих за Україну», які були оприлюднені в січні 2018 року, підтверджені дані щодо втрат українських військових за період 242 днів оборони Донецького аеропорту становлять 100 осіб загиблими. Волонтер проекту Герман Шаповаленко підкреслив, що число 100 — не заокруглення, а верифікований перелік. Точне місце загибелі чотирьох бійців не вдалося встановити, тому їх імена не були внесені до цього переліку. Ще четверо чоловік на січень 2018 були відсутні у тому списку — їх тіла не були знайдені. Враховуючи ці фактори, повний перелік імен, за словами Шаповаленка, може дещо змінюватися в залежності від того, що вважати територією ДАП, тому перелік може мати 99—109 прізвищ. Число поранених оцінюють у 440 осіб, згідно повідомлень у ЗМІ.

## Хронологія звітів

### Втрати
23 січня 2015 року військовий експерт Олександр Кривоносов повідомив, за весь період перебування українських військових в Донецькому аеропорту загинуло понад 200 осіб, а поранено — понад 500. Проте ці оцінки спростовуються: у дослідженні Національного військово-історичного музею України, опублікованому в 2020 році, вказано:

| Немає ніяких сумнівів, що ці підрахунки О.Кривоносов провів без жодних вагомих фактів та доказів.  |
| — Оборона Донецького аеропорту, 2014—2015. Хроніка бойових втрат. Мартиролог. // НВІМУ, К. — 2020. |

У дослідженні йдеться про те, що цифра у 200 загиблих була спростована ще у 2018 році колективом «Книги пам'яті полеглих за Україну», передусім — Германом Шаповаленком.
3 лютого 2015 року у Генеральному штабі повідомили, що 28 військових вважаються зниклими безвісти в районі аеропорту Донецька станом на 2 лютого. В. Селезньов заявив, що донецьке летовище залишається під контролем українських військових. Обстріли та бої на території аеропорту не вщухають. Начальник Генерального штабу В. Муженко зазначив, що внаслідок бойових дій смуга приведена у непридатний стан і аеропорт, як об'єкт військового значення втратив свою цінність.

### Виявлення та евакуація тіл
25 лютого 2015 року під завалами у Донецькому аеропорту знайдено тіла іще семи українських військових.
13 березня 2015-го спеціальна моніторингова місія ОБСЄ повідомила про виявлення ще двох тіл українських військових, котрі загинули в донецькому аеропорту.
17 березня 2015 року за присутності співробітників ОБСЄ з-під завалів у новому терміналі донецького аеропорту евакуювали тіло іще одного загиблого військовослужбовця збройних сил України.
28 березня 2015 року у Дніпропетровськ з Донецька привезли тіла 22 загиблих військовиків, що загинули в боях за Донецький аеропорт.
29 травня 2015-го проросійські сили передали три тіла українських військовослужбовців, які знайшли напередодні на території Донецького аеропорту — з місць тимчасового поховання (територія аеровокзалу Донецька) й під завалами в районі старого терміналу.
15 жовтня 2015 року місія «Чорний тюльпан» за сприяння підрозділів Цивільного військового співробітництва провела пошукові роботи на території Донецького аеропорту, знайдено рештки трьох українських військовиків.

### Полонені
4 лютого вдалося звільнити з полону 22-річного Ярослава Гавянця, який потрапив в полон проросійських сил 21 січня. Його батько у відеозверненні до бойовиків сказав, що пишається своїм сином-кіборгом та готовий піти в полон замість нього — Ярослав провів у полоні майже три тижні; до мобілізації був актором в Копичинецькому аматорському театрі.
5 лютого волонтери повідомили, що під завалами Донецького аеропорту знайшли живого «кіборга» — Олександр Литвинюк з Дніпропетровська. Перебував під бетонними уламками й сталевими конструкціями 8 днів. Доставлений у київську 11 лікарню. Проте речник РНБО даного факту на брифінгу не підтвердив.
5 лютого поблизу Мар'їнки було здійснено обмін, внаслідок якого визволили з полону 8 бійців-захисників ДАПу — усі важкопоранені. Обмін здійснювали за допомогою Центру звільнення полонених при СБУ. Звільнено: Зозуля Сергій Миколайович, Стовбан Станіслав Володимирович, Степанов Сергій Анатолійович, Белішев Олег Анатолійович, Гавриляк Остап Богданович, Дібров В. Л., Шостак І. Н., Кузьмічов А. В. Івана Шостака з 81-ї аеромобільної бригади визволили за 6 днів до його 32-річчя, під час оборони летовища він зазнав важких поранень руки і ноги. Допитували його у полоні бойовиків та знімали журналісти російського пропагандистського телеканалу LifeNews.

## Список загиблих

### 2014
- 17 липня — молодший сержант Григоренко Дмитро Андрійович, 72-га бригади.
- 10 липня – Якубенко Олександр Валерійович
- 14 вересня — майор Кулигін Олег Борисович
- 26 вересня, солдат Челяда Олександр Олександрович, 74-й батальйон
- 28 вересня
  - Білий Денис Анатолійович, солдат, 79-та бригада,
  - Колодій Сергій Володимирович — капітан, 93-тя бригада,
  - сержант 79-ї бригади Сергій Златьєв
  - лейтенант Олексій Тищик
  - солдат Юрій Соколачко
  - солдат Олександр Пивоваров
  - солдат Олександр Завірюха
  - солдат Анатолій Хроненко
  - старший солдат Соколовський Денис Михайлович, 17-а окрема танкова бригада
- 3 жовтня — солдат Андрєєв Сергій Володимирович, ДУК
- 3 жовтня — солдат Горбенко Святослав Сергійович, ДУК
- 3 жовтня — старший солдат Шешеня Вадим Валерійович, 3-й окремий полк,
- 3 жовтня — старший солдат Хруль Олександр Григорович, 3-й окремий полк,
- 4 жовтня — майор (посмертно — підполковник) Півень Євген Олексійович, 79-та бригада,
- 14 вересня 2015-го у Кіровограді похований командир взводу охорони військової частини 2336 Литвинов Іван Олександрович (загинув 4 жовтня 2014)[16]
- Костюченко Юрій Миколайович, 4.10.2014, 1 ОТБр
- Кривонос Станіслав Григорович, 4.10.2014, 1 ОТБр
- Кунденко Володимир Іванович, 4.10.2014, 1 ОТБр
- 5 жовтня, Підлубний Олександр Володимирович, ДУК «Правий Сектор»,
- 5 жовтня, Кіреєв Антон Аркадійович, ДУК «Правий Сектор»,
- 5 жовтня, Сідлецький Сергій Юрійович, молодший сержант 95-ї бригади,
- 17 жовтня — капітан Титарчук Володимир Іванович; важкопоранений під час одного з мінометних обстрілів проросійськими бойовиками. Поранених привезли в лікарню міста Красноармійськ, Титарчук був без свідомості. Другого дня його та ще кількох важкопоранених відправили на вертольоті в Дніпропетровськ, там прооперували. 17 жовтня о 6-й ранку «Іванович» помер.
- 19 жовтня - солдат Петро  Максименко, 95 ОАеМБр
- 6 листопада 2014-го —Табала Сергій Олександрович   («Сєвєр», боєць 5-го окремого батальйону ДУК «Правий сектор», мешканець міста Суми, 18 років)[17].,
- 7 листопада — 1 десантник[18].
- 8 листопада — Атюков Євген Віталійович, солдат, 28-а мехбригада,
- Іванцов Сергій Володимирович — старший прапорщик, 79-та бригада,
- Черненко Олександр Іванович — старший сержант, 28-ма бригада,
- 10 листопада — Ломейко Андрій Вікторович, солдат, 37-й мотопіхотний батальйон,
- 18 листопада — Бердаков Валерій Олексійович, старший лейтенант, 93 ОМБр
- 21 листопада — Володимир Байдюк, ДУК,
- 27 листопада — Олег Нетребко, солдат, 93-я бригада,
- Олексій Сафін, солдат, 93-тя бригада,
- 30 листопада — Шолодько Ігор Васильович, солдат, 74-й батальйон,
- 11 грудня, старший солдат 95-ї бригади Лесніков Іван Сергійович, помер від поранень,

### 2015
- 1 січня — Подфедько Любомир Сергійович, солдат, 80-та десантна бригада
- 15 січня — Касьянов Сергій Олексійович, солдат, 74-й розвідувальний батальйон,
- Ніколаєнко Микола Михайлович — молодший сержант, 93-я бригада,
- 17 січня — Лисенко В'ячеслав Олексійович, сержант, 93-я бригада,
- Нагорняк Віталій Володимирович — старший сержант, 93-я бригада,
- Трух Володимир Володимирович, солдат, 80-та бригада,
- Фурдик Дмитро Миколайович, солдат, 93-тя бригада,
- Сухіашвілі Тамаз Нодарович, солдат, 93-тя бригада,
- 18 січня — Воробйов Андрій Олександрович, старший солдат, 25-та бригада,
- Івах Дмитро Анатолійович, старший лейтенант, 95-та бригада,
- Кушнір Юрій Іванович, солдат, 80-та бригада,
- Подорожний Сергій Володимирович, молодший сержант, 93-я бригада,
- Петров Сергій Юрійович, солдат, 93-тя бригада,
- Семанишин Григорій Петрович, ДУК, 18 січня
- Парубець Сергій Сергійович, солдат, 95-та бригада, 18 січня,
- Сурженко Сергій Іванович, солдат, 95-та бригада, 18 січня,
- 19 січня — Ґудзик Дмитро Васильович, солдат, 80-та бригада,
- Бузенко Володимир Петрович, солдат, 80-та бригада,
- Лізвінський Валерій Іванович, капітан, 81-ша бригада,
- Мусієнко Олег Петрович, 81-а бригада, солдат,
- Панченко Олексій Анатолійович, 95-а аеромобільна бригада, у цивільному житті — начальник відділу лінійного контролю Управління Укртрансінспекції в Черкаській області[19],
- Самак Микола Миколайович, солдат, 80-та бригада,
- Смолярчук Василь Іванович, солдат, 80-та бригада,
- Яцина Євген Вікторович, старший солдат, 90-й батальйон, 19 січня,
- 20 січня — Алексейчук Владислав Володимирович, молодший сержант, 81-ша бригада,
- Атаманчук Олександр Олександрович, старший солдат, 95-та бригада,
- Байненков Борис Михайлович, капітан, 80-та бригада,
- Боднарюк Олександр Васильович, молодший сержант, 80-та бригада,
- Бондар Олександр Володимирович, старший сержант, 80-та бригада
- Буйлук Анатолій Андрійович, сержант, 81-а бригада,
- Гаврилюк Андрій Петрович «Бур», старший сержант, 90-й батальйон,
- Гасюк Віталій Аркадійович, солдат, 90-й батальйон,
- Григор'єв Василь Леонідович «Хімік», солдат, 90-й батальйон,
- Грицан Андрій Володимирович, солдат, 81-ша бригада,
- Грошев Олександр Іванович, солдат, 80-та бригада,
- Доценко Анатолій Ігорович, солдат, 81-ша бригада,
- Євдокименко Іван Миколайович, солдат, 81-ша бригада,
- Зінич Ігор Вікторович — солдат медичної служби, 80-та десантна бригада,
- Зубков Іван Іванович «Краб», старший лейтенант, 90 ОАЕМБ[20]
- Зулінський Сергій Миколайович, молодший сержант, 90-й батальйон,
- Іщенко Сергій Михайлович, солдат, 74-й батальйон,
- Кожурін Віктор Володимирович, солдат, 79-та бригада,
- Козак Володимир Миколайович — старший солдат, 80-та бригада,
- Кондратюк Олександр Іванович — лейтенант медичної служби, 81-а бригада,
- Коношенко Руслан Сергійович «Поет», солдат, 90-й батальйон,
- Кравченко Павло Станіславович, солдат, 57-ма бригада,
- Купріянов Андрій Олександрович, солдат, 93-тя бригада,
- Марковський Володимир Геннадійович — капітан, 95-та бригада,
- Марченко Іван Миколайович — солдат, 90-й батальйон,
- Мельник В'ячеслав Олександрович «Анчоус», солдат, 80-та бригада,
- Олефір Олександр Павлович, старший солдат, 93-тя бригада,
- Опанасенко Валентин Леонідович — солдат, 81-а бригада,
- Осаулко Юрій Леонідович, старшина, 90-й батальйон,
- Пєтухов Дмитро Юрійович, старший солдат, 79-та бригада,
- Питель Олександр Володимирович — солдат, 81-та бригада,
- Полицяк Петро Петрович, солдат, 80-та бригада,
- Присяжнюк Руслан Анатолійович «Шаман», солдат, 90-й батальйон
- Савчук Петро Васильович — солдат, 81-та бригада,
- Терещук Ігор Петрович — старшина, 25-та бригада,
- Франишин Дмитро Юрійович, солдат, 90-й батальйон,
- Черниш Олег Сергійович — молодший сержант, 95-та бригада,
- Чупилка Анатолій Михайлович, молодший сержант, 90-й батальйон,
- Шевченко Ілля Геннадійович — солдат, 25-та бригада, помер від поранень,
- Шевчук Леонід Володимирович, солдат, 90-й батальйон,
- 22 січня — Черніков Олександр Юрійович, солдат, 25-та бригада.
- 22 січня — майор Петренко Василь Васильович «Моцарт», солдат Попович Денис Григорович «Денді», зведений загін Повітряних Сил,
- Пагулич Євген Геннадійович — солдат, 25-та бригада,
- 23 січня — Альберт Іван Збігнєвич, сержант, 80-та бригада,
- 24 січня — Береза Олександр Григорович, молодший сержант, 79-та бригада,
- Білик Ігор Вікторович, солдат, 81-ша бригада, 24 січня,
- 26 січня — Білокуров Олександр Сергійович, сержант, 95-та бригада,
- Стратович Анатолій Гримович, солдат, 95-та бригада,
- 27 січня — Дацюк Юрій Анатолійович, солдат, 80-а бригада,
- Римар Ігор Миколайович, старший солдат, 80-та бригада, помер від поранень,
- 29 січня — Карабін Сергій Ігорович, солдат, 81-ша бригада,
- Микола Назарчук, сержант, 13-й батальйон,
- 2 лютого, Шакула Андрій Юрійович, солдат, 79-та бригада,
- 7 лютого — Олійник Олександр Іванович, старшина, танковий батальйон «Звіробій»,
- 9 лютого — Полянський Ілля Анатолійович, солдат, 74-й розвідувальний батальйон.
- 10 лютого, старшина 95-ї бригади Порозінський Сергій Вікторович,
- Рудницький Іван Володимирович, солдат, 95-та бригада,
- Саєнко Олександр Віталійович, солдат, 95-та бригада,
- Ущапівський Андрій Миколайович, солдат, 95-та бригада,
- 22 лютого — Ярослав Кревогубець, солдат, 81-а бригада,
- 26 лютого, 90-й батальйон, Олександр Батенко, Олег Биков, Володимир Гнатюк
- 28 травня — Атаманюк Роман Олександрович, солдат, 93-тя бригада,
- 12 червня 2015
  - Цисар Олександр Миколайович, капітан(посмертно), 93-тя бригада
  - Угринович Олег Анатолійович, молодший лейтенант, 93-тя бригада
  - Загребельний Степан Ігорович, солдат, 93-тя бригада

### 2021
20 лютого 2021 року
Лебідь Микола Іванович Старший солдат 58 ОМПБр
Килюшик Василь Олегович командир бойової машини 58 ОМПБр
Капран Михайло Володимирович Солдат 58 ОМПБр